# Гиперостоз
Гиперостоз (др.-греч. ὑπερ- «сверх-» + ὀστέον «кость» + -ōsis) — патологическое увеличение содержания костного вещества в неизмененной костной ткани. Является ответной реакцией костной ткани на большую нагрузку или симптомом, например остеомиелита, хронической инфекции, некоторых интоксикаций и отравлений, радиационного поражения, некоторых опухолей, гипервитаминозов А и D, эндокринопатий (паратиреоидной остеодистрофии и др.), болезни Педжета, нейрофиброматоза и др. При патологическом разрастании неизмененной костной ткани в пределах диафизов трубчатых костей, то есть невоспалительном изменении надкостницы в виде наслоения остеоидной ткани, говорят о периостозе. Примером может служить Бамбергера — Мари периостоз, возникающий при опухолях лёгких, хронической пневмонии, туберкулезе, пневмокониозе и др.

## Симптоматика
Гиперостоз может возникать в одной (локальный гиперостоз), нескольких костях или бывает генерализованным.
В результате длительных физических перегрузок возникает локальный или распространенный в пределах одной кости гиперостоз, который иногда сопровождается образованием зон Лоозера и даже патологическим переломом. К локальным гиперостозам относится краниосклероз, или гиперостоз черепа, который проявляется медленно прогрессирующим равномерным увеличением размеров некоторых костей черепа (чаще лицевого) и встречается при многих системных заболеваниях и ряде опухолей. У женщин встречается синдром Морганьи — Мореля — Стюарта, при котором наблюдается гиперостоз внутренней пластинки лобной кости в сочетании с вирилизмом, ожирением и аменореей.
В детском возрасте наблюдаются редкие наследственные заболевания, одним из ведущих симптомов которых является гиперостоз. Синдром Каффи — Силвермена (кортикальный детский гиперостоз) характеризуется гиперостозом диафизов костей у детей до 6 мес., значительным неравномерным утолщением надкостницы, болезненной припухлостью в пораженной области; сопровождается лихорадкой. В период после полового созревания проявляется кортикальный генерализованный гиперостоз, сочетающийся с акромегалией, утолщением ключиц, снижением слуха, зрения, экзофтальмом и поражением лицевого нерва. Камурати — Энгельманна болезнь (диафизарная прогрессирующая дисплазия, системный наследственный остеосклероз с миопатией) характеризуется гиперостозом диафизов бедренных, плечевых, большеберцовых костей (реже других), сопровождается уменьшением объёма мышц и тугоподвижностью суставов.
Распознать гиперостоз с помощью клинических методов трудно. Решающее значение имеет рентгенологическое исследование, для уточнения локализации процесса внутри кости проводят томографию. В ряде случаев дополнительную информацию даёт радионуклидное исследование.